# Oracle Cluster Ready Services
Oracle Cluster Ready Services (kurz CRS oder OCRS) ist der Cluster Manager der Firma Oracle. Inzwischen wird das Teilprodukt des Oracle RAC unter dem Namen Oracle Clusterware (kurz OCW) angeboten.
Er steht ab Version 10.2 für Oracle-Datenbanken und Drittanwendungen nach dem System-V-init-Verfahren (start|stop) zur Verfügung, unterstützt einen Aktiv/Aktiv-Cluster unter dem Namen Oracle Real Application Cluster, sowie Services und Applikationen inklusive eines Failovers für einen Aktiv/Passiv-Cluster.